# East Dundee
East Dundee es una villa situada en los condados de Kane y Cook, Illinois, Estados Unidos. Tiene una población estimada, a mediados de 2023, de 3130 habitantes.

## Geografía
La localidad está ubicada en las coordenadas 42°05′51″N 88°14′53″O / 42.09750, -88.24806 (42.097437, -88.248079). Según la Oficina del Censo, tiene una superficie total de 8.21 km², de los cuales 7.58 km² corresponden a tierra firme y 0.63 km² están cubiertos de agua.

## Demografía
Según el censo de 2020, en ese momento la localidad tenía una población de 3152 habitantes.  La densidad de población era de 415.83 hab./km².
| Raza                   | Núm. | Porc.   |
| ---------------------- | ---- | ------- |
| Blancos                | 2335 | 74.08%  |
| Afroamericanos         | 184  | 5.84%   |
| Amerindios             | 17   | 0.54%   |
| Asiáticos              | 77   | 2.44%   |
| De otras razas         | 250  | 7.93%   |
| De una mezcla de razas | 289  | 9.17%   |
| Total                  | 3152 | 100.00% |

Del total de la población, el 18.08% de los habitantes eran hispanos o latinos de cualquier raza.